# Rafał Solon
Rafał Krystian Solon (ur. 26 listopada 1986 w Sanoku) – polski hokeista.
Jego brat Mateusz (ur. 1990) także został hokeistą.

## Kariera
- KH Sanok (2002-2008)
- Legia Warszawa (2008-2009)
- KH Sanok (2009)
- Legia Warszawa (2009-2015)
- Warsaw Capitals (2017-)

Wychowanek sanockiego klubu. Na początku kariery grał na pozycji napastnika. Później został przekwalifikowany na obrońcę. Od października 2008 zawodnik Legii Warszawa.
Ponadto podjął działalność gospodarczą.